# Божићева кућа у Гроцкој
Божићева кућа у Гроцкој је подигнута у другој половини 19. века као сеоска стамбена кућа на периферији варошице. Представљала је непокретно културно добро као споменик културе. Налазила се у улици Хајдук Станка 33 у Гроцкој. Срушена је почетком деведесетих година 20. века.
Кућа је својим изгледом и унутрашњом организацијом просторија припадала типу старије моравске куће подунавске варијанте. Поседује три просторије, трем, доксат и подрум испод једног дела зграде. Зидана је у бондручној конструкцији са испуном од чатме и док је кров на четири воде, прекривен ћерамидом са стрехом.
Мада нешто скромније ентеријерске обраде од осталих кућа је ипак, својим архитектонским и етнографским квалитетима, представљала значајан допринос целокупном ансамблу старих грочанских кућа. Власник је кућу срушио почетком деведесетих година 20. века да би изградио нови објекат.